# シアター座

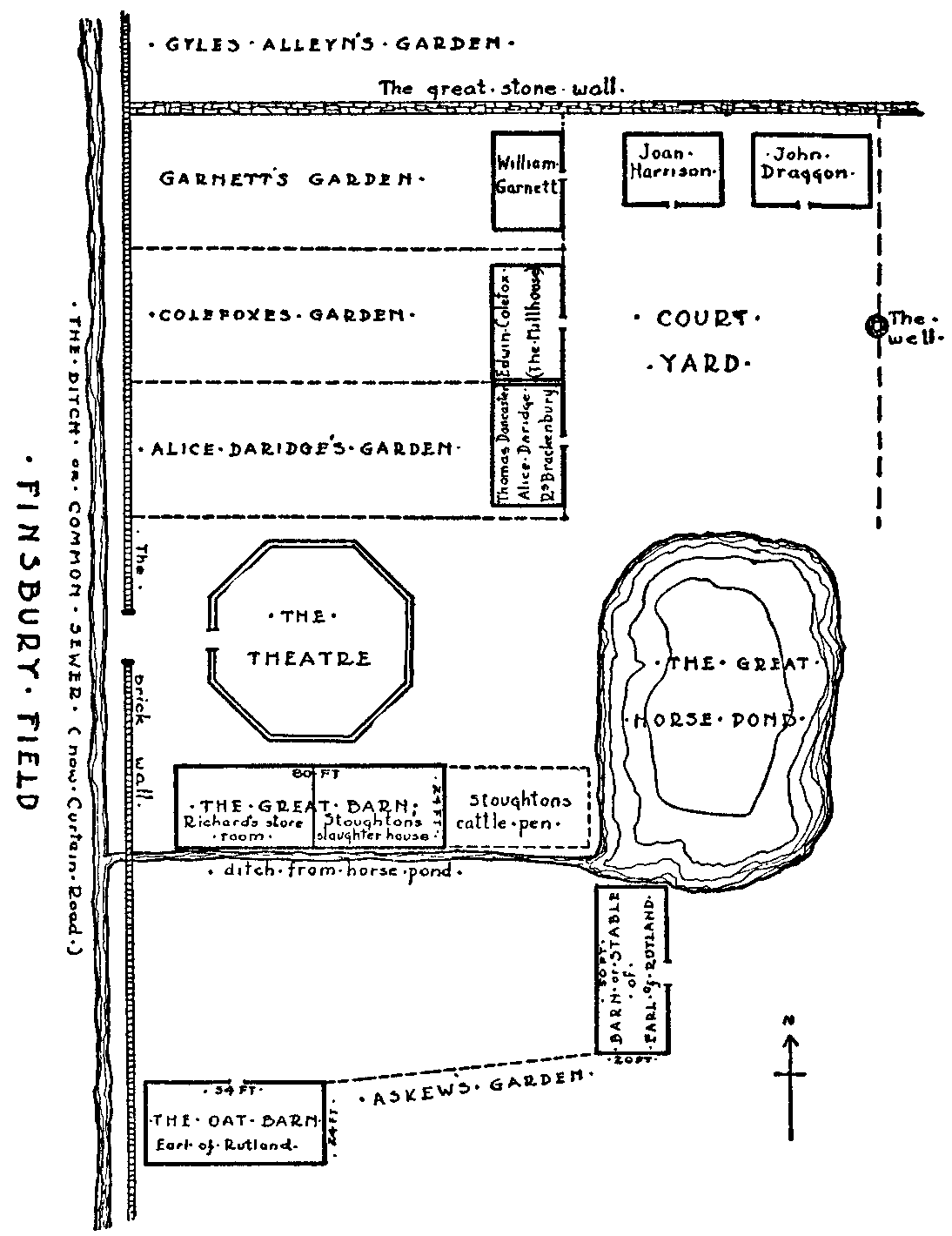
シアター座平面図。 "common sewer" (公共下水道) は現在のカーテン通り、"ditch from the horse-pond" (馬の池からの溝) は現在のニュー・イン・ヤード。

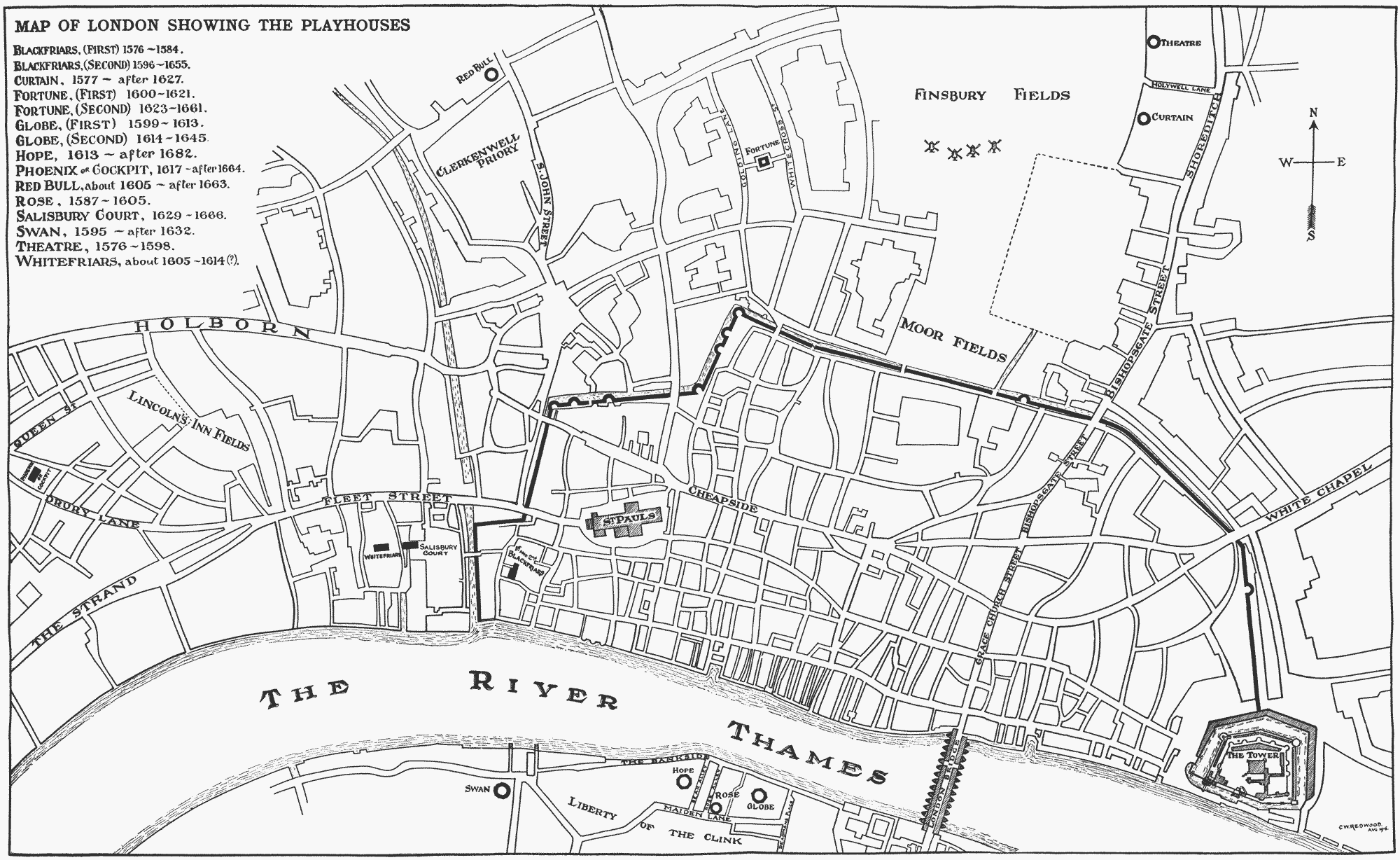
シアター座はこのロンドン道路地図の右上部に掲載されている。(拡大図)

シアター座 (シアターざ、英: The Theatre) は、エリザベス朝の時代にシティ・オブ・ロンドンのすぐ外のショーディッチ にあったイギリス・ルネサンス演劇の劇場である。イングランドにおいてレッド・ライオン座 (英語版) に次いで2番目に作られた常設のもので、初めての成功した劇場である。座長俳優 (アクターマネージャー) のジェームズ・バーベッジ (英語版) によってホリウェル通りの一座の家の近くに建てられ、演劇上演のためだけに作られたロンドンで初めての劇場であると考えられている。シアター座の歴史には数多くの重要な劇団が含まれ、その一つ、チェンバレン卿一座 (英語版) は俳優兼脚本家としてシェイクスピアを雇用したことで知られている。
シアター座は1598年に地主との争いで解体され、その木材はバンクサイド  (英語版) のグローブ座建設に使われた。

## 歴史

### 背景
1572年、ロンドン市長とロンドン市はペストの流行に対抗する手段として、見知らぬ者同士の群衆を集客することを望んでおらず、演劇の上演を禁止した。1575年には正式にロンドン市から全ての俳優を退去させた :30。この施策はロンドン市の管轄外、ショーディッチのホリウェル・リバティー、後にはクリンク・リバティー (英語版) や、農村部のサリー (rural Surrey) にあるセントジョージ農園の公的な娯楽地域の近くのニューイントン・バッツ (英語版) での劇場の建設を促した。シアター座は1576年にジェームズ・バーベッジと彼の義兄弟でレッド・ライオン座 (英語版) のオーナーであったジョン・ブレイン (英語版) との連携により :19、元は解体されたホリウェル修道院 (英語版) の敷地であった場所に建設された。ブレインはシアター座建設に必要な資金をバーベッジに渡しており、利益の一部を受け取り資産の一部を所有することとなった。またバーベッジはブレインの娘エレンと1575年に結婚していた。シアター座はシティ・オブ・ロンドンの北の境界線を越え、ロンドン市の管轄外であるショーディッチにあった。市当局はしばしば演劇に対して反対の立場をとった。「罪の郊外」(suburbs of sin) と呼ばれるところにあるこの地域は、猥雑な雰囲気や売春宿、賭博宿で悪名高かった。一年後カーテン座 (英語版) が近くに建てられ、この地域はロンドンで最初の演劇・娯楽地域となった。ブレインとバーベッジは書面での契約を結んでいなかったため、後にどちらがどれだけ出資したかを巡って軋轢が生じた  :331。

### 建設
シアター座の建設が進行している間中、バーベッジとブレインは互いに対する負債を積み重ねていた。その状況を打開するために、彼らはシアター座の建設を続けるための計画を立案した。ジョン・ハインドはシアター座建設に係る債権者の一人だったが、彼はバーベッジ及びブレインとの間に彼らのために俳優を手配するという契約を締結したこと以外ほとんど知られていない。彼らの計画の一つは、シアター座の建設中に次の建設の資金を得るために上演を行うことであった。
バーベッジの息子は後に、シアター座はロンドン都市圏における最初の常設の劇場であると主張したが、そうではなかったのかもしれない。ニューイントン・バッツ (英語版) の劇場は早ければ1575年に建設されていたかもしれず:320、確かに俳優のジェローム・サヴェージは、バーベッジがショーディッチで土地を借りる3週間前の1576年3月25日に借地契約を更新している:164。ニューイントン・バッツの劇場は明らかに1577年のレディ・デイ までに完成しており:170 、ジェローム・サヴェージが最初から建設したのではなく、リチャード・ヒックスにより建てられた既存の建物を利用したことを示す有効な書類が存在する:321。

### デザイン
シアター座のデザインは、俳優による演劇や熊攻め (英語版)  のためのスペースを提供していた宿屋 (inn-yards) (英語版) のものを活用したのかもしれない。建物は中庭を囲む3つのギャラリー (観覧席) を持つ多角形の木造建築だった。多角形の面の一つからは張り出しステージ (英語版) が突き出していた。シアター座の建設費用は700ポンドと言われており、これは当時としては破格の金額であった 。
ステージ前の中庭には石畳が敷かれ、1ペニーを支払った人たちのための立見席があった。さらに1ペニー支払うと観覧席で立ち見することができ、さらにもう1ペニー支払うとスツールを使うことができた。観覧席の一つは（どの観覧席のことかは史料に記録がないが）、富裕層や貴族が使うことができる小さな区画に分けられていた。劇場はタイル屋根の木造建築で、シアター座を建設するのに使われた他の資材は、レンガ・砂・石灰・鉛・鉄だった。当時の書類作成が十分ではないため、シアター座の外観は詳しく知られていないが、オランダ人デ・ウィットの表現によれば「アンフィテアトルム」(円形劇場) であった:332。

### 繁栄
シアター座は1576年の秋に、おそらく、ジェームズ・バーベッジがその一員であった、初代レスター伯ロバート・ダドリーの劇団である、レスター伯一座 (英語版) の公演会場としてオープンした。1580年代にはジェームズ・バーベッジの息子のリチャードが団員だった海軍大臣一座 (英語版)  が常駐していた。劇団とリチャードとの意見の衝突後、劇団員の大半はフィリップ・ヘンズロー (英語版) のローズ座に移った。

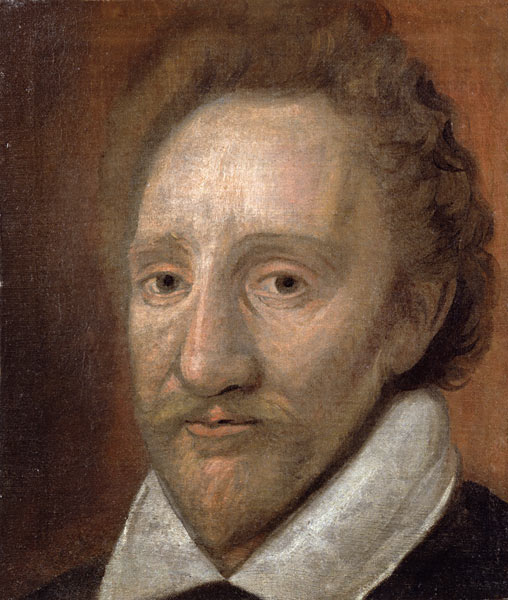
リチャード・バーベッジ
肖像画　作者不詳

1594年、リチャード・バーベッジは1597年までシアター座で公演を行った宮内大臣一座 (英語版) の看板俳優となった。詩人で劇作家、俳優だったウィリアム・シェイクスピアもまた宮内大臣一座で雇用されており、彼の初期の戯曲のいくつかは、シアター座で初演が行われた。1594年のクリスマスにリチャードは他の二人の劇団員、ウィリアム・ケンプ (英語版) 、ウィリアム・シェイクスピアとともに、グリニッジ宮殿 (英語版) の女王の前で演目を披露するために招聘された。その後エリザベス女王の前での公演は数多く行われ、シェイクスピアは間違いなく、バーベッジがいずれかの宮殿を訪問するのにしばしば随行した。リチャードの最も有名な役は、シェイクスピアの史劇「リチャード三世」のリチャード役である。バーゲッジがグローブ座を建てるためにシアター座を解体した後、数多くのシェイクスピアの戯曲は夏の間グローブ座で上演され、冬の間はバーベッジが所有していた別の劇場、ブラックフライアーズ劇場 (英語版) が使われた。

### 訴訟問題
ジョン・ブレイン (英語版) の未亡人マーガレットと元ビジネスパートナーのロバート・マイルズは、ブレインが1586年に亡くなった後バーベッジ家に対して訴訟を起こした。ブレインが亡くなったとき、バーベッジ家はマーガレットに対するその負債の返済を止めた。訴訟を起こしたとき、マーガレットとロバートはシアター座を訪れてそこにある全てのものの半分を要求した。リチャードはそれに同意せず、ロバート・マイルズに暴力をふるい、ロバートとマーガレットは何も手にせず立ち去った。しかしこれで終わりではなく、マイルズはバーベッジを他の2つの訴訟で倒そうと図ったが何れも失敗に終わった。
シアター座に関する借地権は、ジェームズとジョン・ブレインによって抵当に入れられた末、ジョン・ハイドという人物の手に渡っていた。ハイドは30ポンドと引き換えに借地権を譲渡する意思を見せていた。リチャードの兄カスバート (英語版) は、大蔵卿の側近でパトロンであったウォルター・コープを通じてハイドと交渉し、借地権を独占してマーガレットを事業から外した。リチャードとカスバートは、ジェームスとブレインがいったん借地権を手放した以上、現所有者のカスバートが全面的にシアター座の権利を有すると主張した 。マーガレットは1593年にペストで亡くなった。未解決の訴訟は遺言によりロバート・マイルズに託されたが、マイルズは数年後にすべての訴訟を取り下げた。
ブレインとの係争が終結した前後に、地主のジャイルズ・アレンとの間に新しい訴訟問題が生じた:433。その結果1597年には宮内大臣一座はシアター座での公演中止を余儀なくされ、近くのカーテン座 (英語版) に移らざるを得なかった。借地契約はリチャードとカスバートの兄弟が、父ジェームズの死に際して承継していた。亡きジェームズが1576年にアレンと結んだ借地契約は20年間だけで、1596年に満了日が来た時にアレンは、劇場は演劇目的に限り5年間の契約とするよう要求した。バーベッジ側は同意せず、アレンと激しい訴訟合戦を繰り広げた。しかしながら紛争が始まって間もなくジェームズが1597年の春に亡くなり、訴訟はリチャードとカスバートにより続けられた。荒廃したシアター座の光景は、無名の風刺作家に数行の詩を書かせた:299。
| ...But see yonder, (...しかしながら、彼方を見よ) One like the unfrequented Theatre (不要な劇場のようだ) Walks in dark silence and vast solitude (暗い静寂と広大な孤独の中を歩く) |

この状態はバーベッジ兄弟に、彼らの投資を守るために劇的な行動を強いることとなった。地主に反抗して、彼らの友人で財政的支援者のウィリアム・スミス、棟梁のピーター・ストリート (英語版) 、それと10人から12人の労働者の助けを借りて、1598年12月28日の夜に彼らは劇場を解体し、その建設資材をブライドウェル宮殿 (英語版) 近くの庭 (Street's yard) に移した。次の春が来て気候が良くなるとともに、資材はグローブ座として再構築するためにテムズ川を渡って運ばれた。ジャイルズ・アレンはその後1599年1月にシアター座の所有権を侵害したとしてピーター・ストリートに対し訴えを起こし、ストリートにはシアター座を解体し資材を運び出す権利はないことを主張した。彼はまたカスバートとリチャードもその不法行為により訴えようとしたが逆提訴を受け、敗訴した。

## 考古学的調査

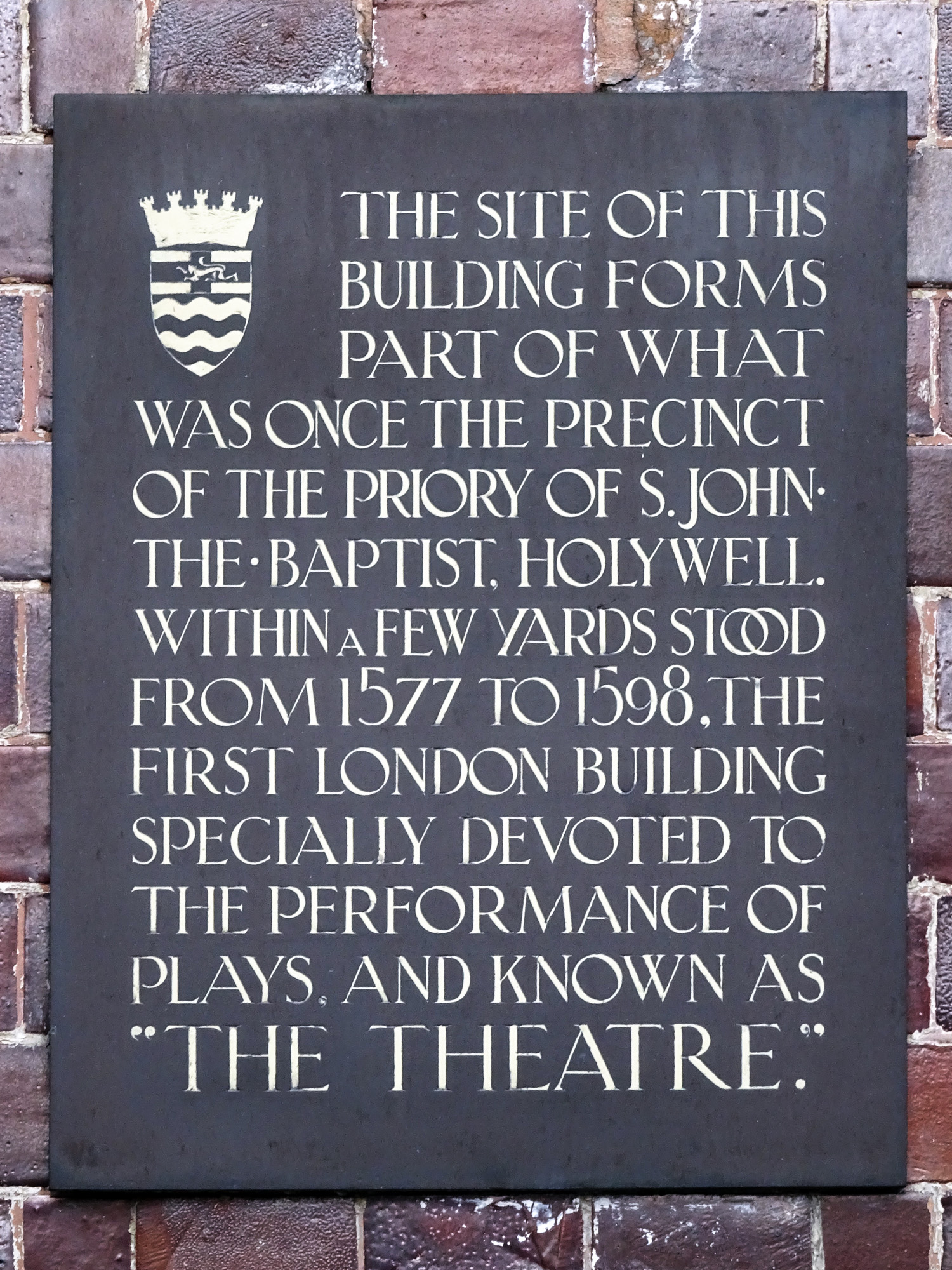
シアター座の跡地を示す銘板

2008年8月、ショーディッチのニュー・イン・ブロードウェイで発掘を行っていたロンドン博物館 (英語版) の考古学者たちは、シアター座の北東部の角の痕跡と考えられる多角形構造の基礎を発見したことを発表した  。この地区はタワー・シアター・カンパニー (英語版) の新しい劇場の建設に使われる予定である。シアター座とシェイクスピアのシアター座への関与を記念して、カーテン・ロード  86番から90番の間に二つの銘板が掲げられている 。ニュー・イン・ヤードの角にある建物は現在フォックストンズ (英語版) の事務所で占められている。元の壁の残存する部分は、新しい劇場に残される予定である 。